# Beautot
Beautot ist eine französische Gemeinde mit 155 Einwohnern (Stand: 1. Januar 2022) im Département Seine-Maritime in der Region Normandie (vor 2016 Haute-Normandie). Die Gemeinde gehört zum Arrondissement Dieppe (bis 2017 Rouen) und zum Kanton Luneray (bis 2015 Pavilly). Die Einwohner werden Beautotais genannt.

## Geographie
Beautot liegt etwa 22 Kilometer nordnordwestlich von Rouen im Pays de Caux. Umgeben wird Beautot von den Nachbargemeinden Varneville-Bretteville im Norden und Nordosten, La Houssaye-Béranger im Osten und Südosten, Le Bocasse im Süden und Südosten, Saint-Ouen-du-Breuil im Westen sowie Gueutteville im Nordwesten.
Im Gemeindegebiet liegt das Autobahnkreuz der Autoroute A29 mit der Autoroute A151. 

## Bevölkerungsentwicklung
| 1962                      | 1968 | 1975 | 1982 | 1990 | 1999 | 2006 | 2013 |
| ------------------------- | ---- | ---- | ---- | ---- | ---- | ---- | ---- |
| 109                       | 121  | 120  | 112  | 118  | 106  | 114  | 124  |
| Quelle: Cassini und INSEE |      |      |      |      |      |      |      |

## Sehenswürdigkeiten
- Kirche Saint-André aus dem 18. Jahrhundert